# Ksenija Balta

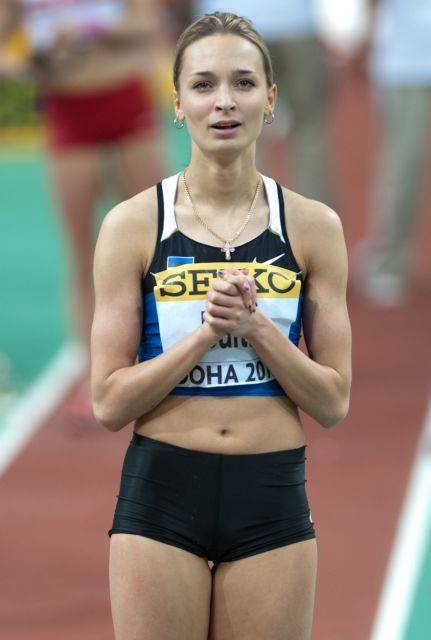
Ksenija Balta.

Ksenija Balta, född den 1 november 1986, Minsk, Vitryska SSR, Sovjetunionen, är en estländsk friidrottare som tävlar i längdhopp och mångkamp.
Baltas genombrott kom när hon slutade trea i sjukamp vid EM för juniorer 2005. Hon deltog vid EM 2006 på både 100 meter och i längdhopp. På 100 meter blev hon utslagen i försöken och i längdhopp tog hon sig inte vidare från kvaltävlingen.
Hon deltog även vid Olympiska sommarspelen 2008 i Peking där hon blev utslagen i kvalet i längdhopp.
Hennes stora genombrott kom när hon slutade på andra plats vid IAAF World Athletics Final 2008 i Stuttgart i längdhopp efter Naide Gomes men före Tatiana Lebedeva.

## Personliga rekord
- Sjukamp - 6 180 poäng
- Längdhopp - 6,87 meter